# Sobretensió

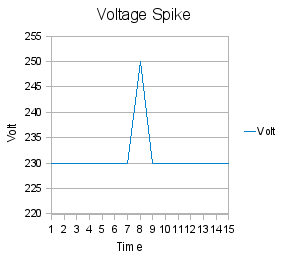
Fig.1 Sobretensió en funció del temps

Sobretensió es un excés de voltatge en un circuit elèctric per causes naturals o artificials, que pot ser perillós pel dispositiu o per l'usuari. Depenent de la durada, la sobretensió pot ser transitòria (un pic de tensió) o permanent.

### Fonts naturals

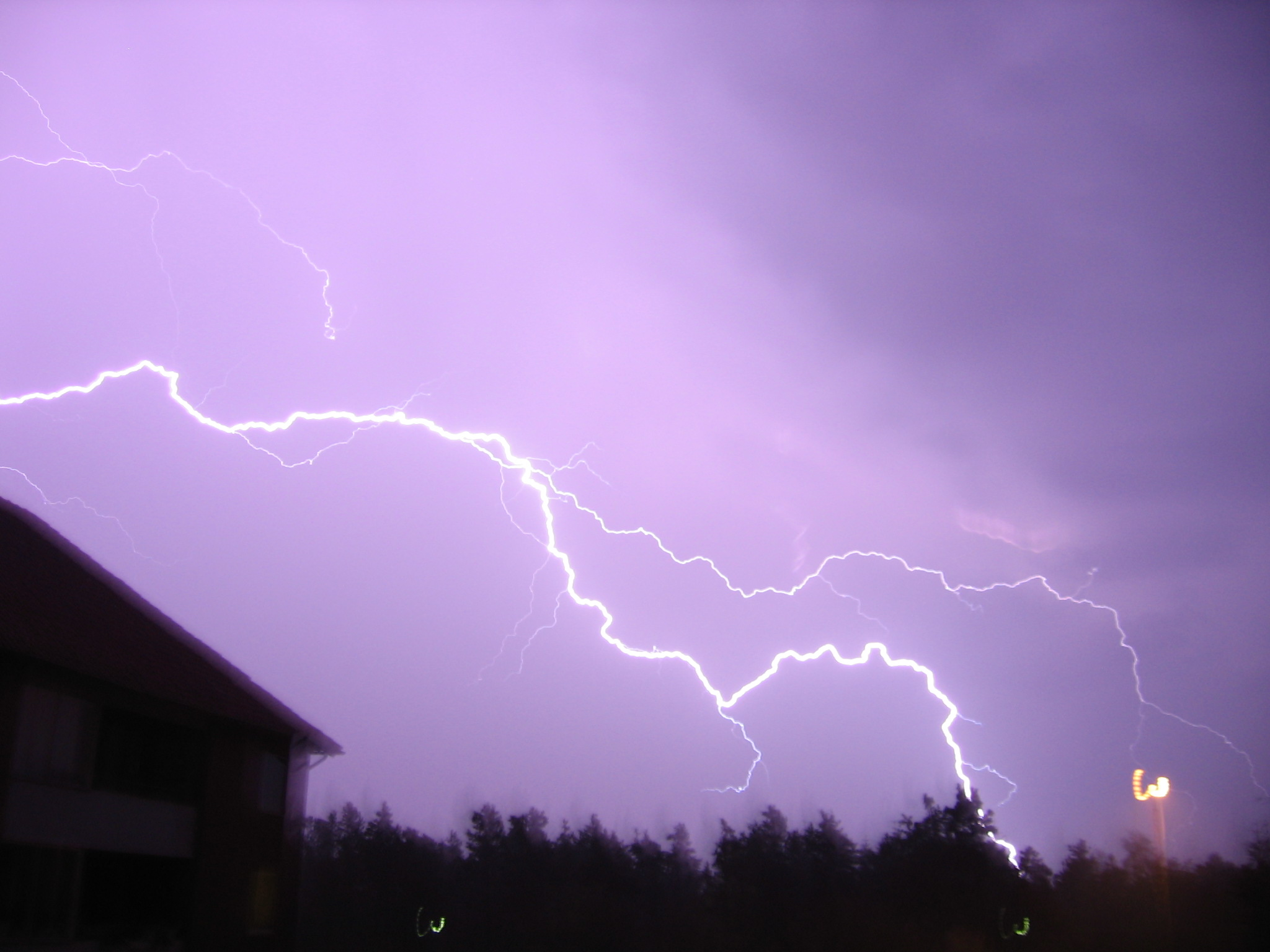
Fig.1 Imatge de llampec descarregant al terra

## Vegeu també

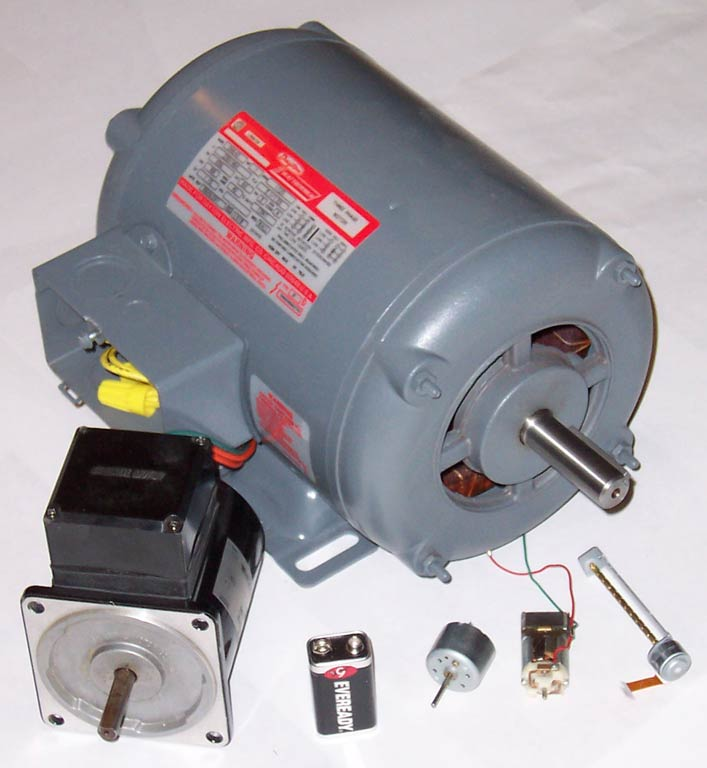
Fig.1 Motors elèctrics